# Засавицкий, Евгений
Евгений Засавицкий (рум. Eugen Zasavițchi; род. 24 ноября 1992, Кишинёв) — молдавский футболист, полузащитник. Выступал за сборную Молдавии.

## Биография
В раннем детстве занимался таэквондо, в 2003 году перешёл в футбольную школу «Буюкань» к тренеру Михаю Андронику, позднее занимался в Республиканском спортивном лицее и в «Шерифе». Начинал взрослую карьеру в командах молдавской Дивизии «А» «ЦСКА-Буюкань» и «Дачия-2-Буюкань», бывших фарм-клубами кишинёвской «Дачии». В сезоне 2012/13 выступал в шестом дивизионе Франции за клуб «JS Bonifacio» из Корсики. Летом 2013 года присоединился к кишинёвскому «Верису», в его составе дебютировал в высшем дивизионе Молдавии 31 августа 2013 года в матче против «Сперанцы» Крихана-Веке. В сезоне 2013/14 вместе с «Верисом» стал бронзовым призёром чемпионата и летом 2014 года участвовал в матчах Лиги Европы.
После расформирования «Вериса» в начале 2015 года перешёл в литовский клуб «Тракай», где провёл два сезона, за это время дважды становился серебряным призёром чемпионата Литвы, финалистом Кубка Литвы (2015/16) и участвовал в еврокубках. Весной 2017 года играл на правах аренды за клуб второго дивизиона Польши «ГКС Тыхы». Затем выступал на родине за столичные «Дачию» и «Зимбру» и в Литве за «Ионаву». В 2019 году играл в чемпионате Эстонии за таллинский «Нымме Калью» и в чемпионате Белоруссии за «Дняпро» (Могилёв), на следующий год выступал в низших лигах Румынии за «Минаур» (Бая-Маре) и «Петролул» (Плоешти).
С 2021 года играл на родине за «Милсами», с которым дважды стал бронзовым призёром чемпионата, и за «Дачия-Буюкань».
Выступал за сборные Молдавии младших возрастов. В составе сборной 19-летних сыграл 5 матчей в отборочном турнире чемпионата Европы. В составе сборной 21-летних провёл 8 матчей в отборочном турнире чемпионата Европы, а также участвовал в Кубках Содружества 2012 года (4 матча) и 2013 года (6 матчей), был капитаном команды.
Сыграл один матч за национальную сборную Молдавии — 9 октября 2016 года в отборочном турнире чемпионата мира против Ирландии (1:3).

## Достижения
- Бронзовый призёр чемпионата Молдавии: 2013/14, 2020/21, 2021/22
- Серебряный призёр чемпионата Литвы: 2015, 2016
- Финалист Кубка Литвы: 2015/16
- Финалист Кубка Эстонии: 2018/19